# Grover Norquist
Grover Glenn Norquist, född 19 oktober 1956 i Sharon, Pennsylvania, är en amerikansk politiker som haft stort inflytande på republikanska partiets arbete för att sänka skatter.
Grover Norquist är svenskättling, metodist och sedan 2004 gift med Samah Alrayyes, muslimsk palestinier från Kuwait. Fadern Warren Elliott Norquist var vice VD på Polaroid. Norquist har studerat vid Harvard University och har en fil. kand. och MBA-examen. Han engagerade sig politiskt i Richard Nixons valkampanj 1968. Fram till 1983 var han VD för två organisationer National Taxpayers Union (motsvarande Skattebetalarnas förening) och College Republicans. 1983–1984 var han talskrivare vid USA:s handelskammare.
1985 grundade Norquist lobbygruppen Americans for Tax Reform, som verkar för sänkt skattetryck. ATR formulerade 1986 en "Taxpayer Protection Pledge", enligt vilken en politisk kandidat försäkrar att under sin mandatperiod inte införa eller höja skatter. Totalt har 1400 folkvalda politiker på nationell och delstatsnivå undertecknat denna försäkran, däribland den övervägande majoriteten av republikanska ledamöter av kongressen.
Tillsammans med Newt Gingrich formulerade han 1994 ett "Contract with America", ett politiskt program inspirerat av Ronald Reagan. Han har varit aktiv i Tea Party-rörelsen och nästan varje republikansk presidentvalskampanj. Han har suttit i styrelsen för många organisationer, däribland National Rifle Association.